# Escola Portuguesa de Luanda
A Escola Portuguesa de Luanda (EPL) é um estabelecimento de de ensino pré-escolar, primário e  secundário localizado em Luanda, Angola.

## Histórico
Fundada em 1986, por iniciativa de um grupo de portugueses residentes em Luanda (mais precisamente dezassete), que se constituiu em Cooperativa de Ensino (Cooperativa Portuguesa de Ensino em Angola, CRL), a escola obteve posteriormente autorização do Ministério da Educação de Portugal para o seu funcionamento.A Escola Portuguesa de Luanda obteve autorização definitiva de funcionamento concedida pelo Ministério da Educação de Angola em 1993. Com a publicação do Decreto-Lei n.º 183/2006, de 6 de setembro, ao abrigo do Protocolo celebrado entre os governos da República Portuguesa e da República de Angola, a Escola Portuguesa de Luanda ganha novas instalações e a gestão da escola continua a ser da Cooperativa Portuguesa de Ensino em Angola.

## Estrutura
Criada originalmente para o ensino dos filhos dos portugueses residentes naquele país, a Escola Portuguesa de Luanda tem docentes requisitados ao Ministério da Educação de Portugal e segue os programas e o calendário escolar que vigoram em Portugal. Considerada o estabelecimento de ensino não universitário mais prestigiado e procurado em Angola, a Escola Portuguesa de Luanda abriu também as suas portas a alunos angolanos, designadamente aos familiares da nomenclatura local, e aos filhos das pessoas com maior poder económico.
Construída com capacidade para 1.500 alunos, a Escola Portuguesa de Luanda ministra os níveis de ensino pré-escolar, ensino básico (1.º, 2.º e 3.º ciclos) e ensino secundário. No ano letivo de 2007/2008 contava com oitenta e um professores e mil duzentos e seis alunos. Em 2009 o número de discentes atingiu a fasquia dos 2 mil e em 2010 a capacidade de resposta foi ultrapassada ficando 600 alunos à espera de vaga para entrar.

## Expansão
O governo português mostrou disponibilidade para apoiar a concretização de uma segunda fase que permitiria o aumento da capacidade da Escola Portuguesa de Luanda para os 3 mil alunos. No entanto, até ao momento tal ainda não ocorreu.